# Ga Yongdu
Ga Yongdu là ga trên tuyến nhánh Seongsu của Tàu điện ngầm Seoul tuyến 2.
Nhà ga này nằm trên Yongdu-dong, Dongdaemun-gu, Seoul.

## Bố trí ga
| Sinseol-dong ↑ |
| \| N/B         |
| ↓ Sindap       |

| Hướng Nam | ●Tuyến nhánh Seongsu | ← Hướng đi Sindap · Yongdap · Seongsu |
| Hướng Bắc | ●Tuyến nhánh Seongsu | → Hướng đi Sinseol-dong →             |

## Vùng lân cận
- Văn phòng Dongdaemun-gu
- Cheonggyecheon